# Grünbach (Wüstung)

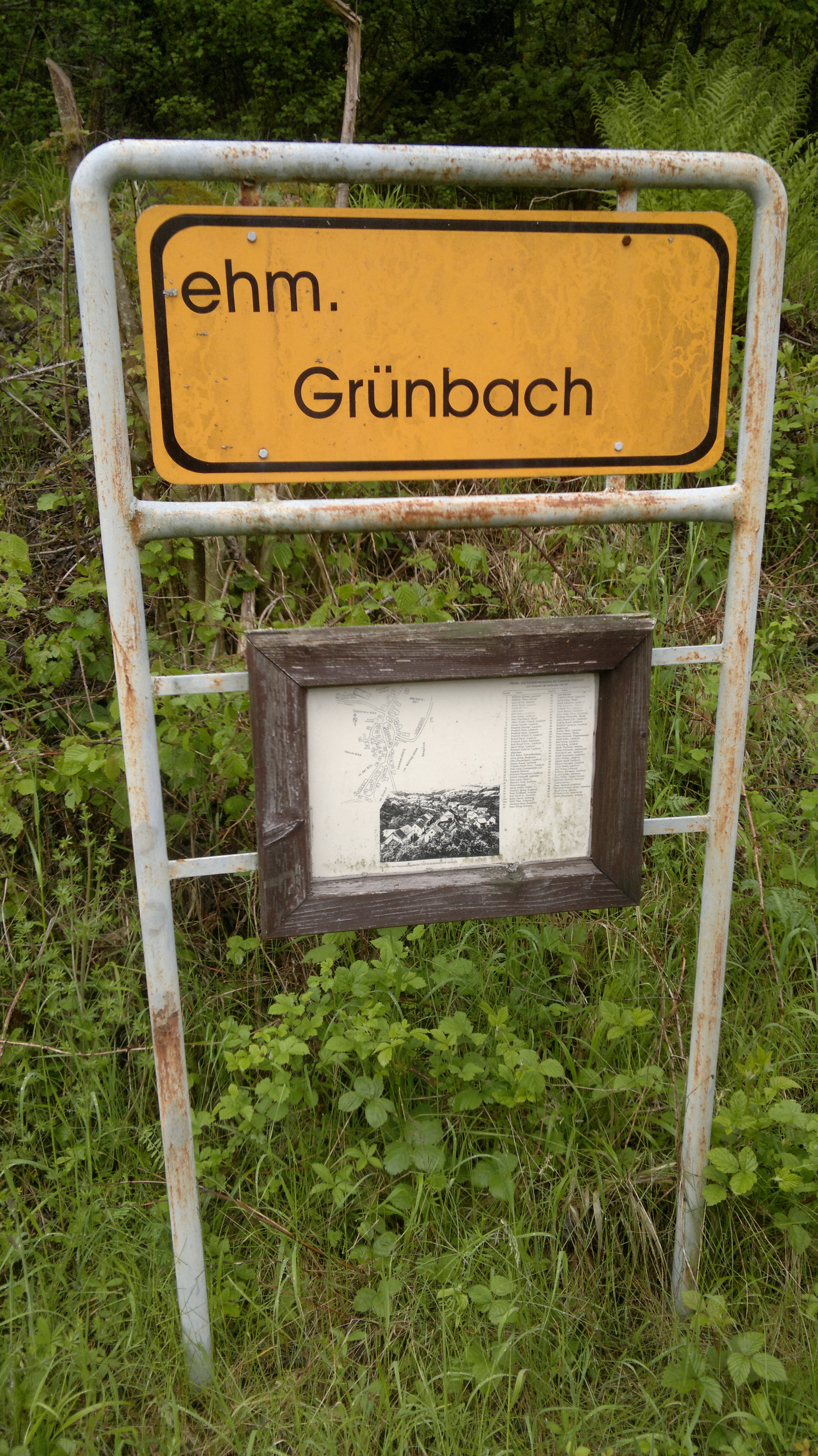
Erinnerungstafel auf dem Truppenübungsplatz Baumholder

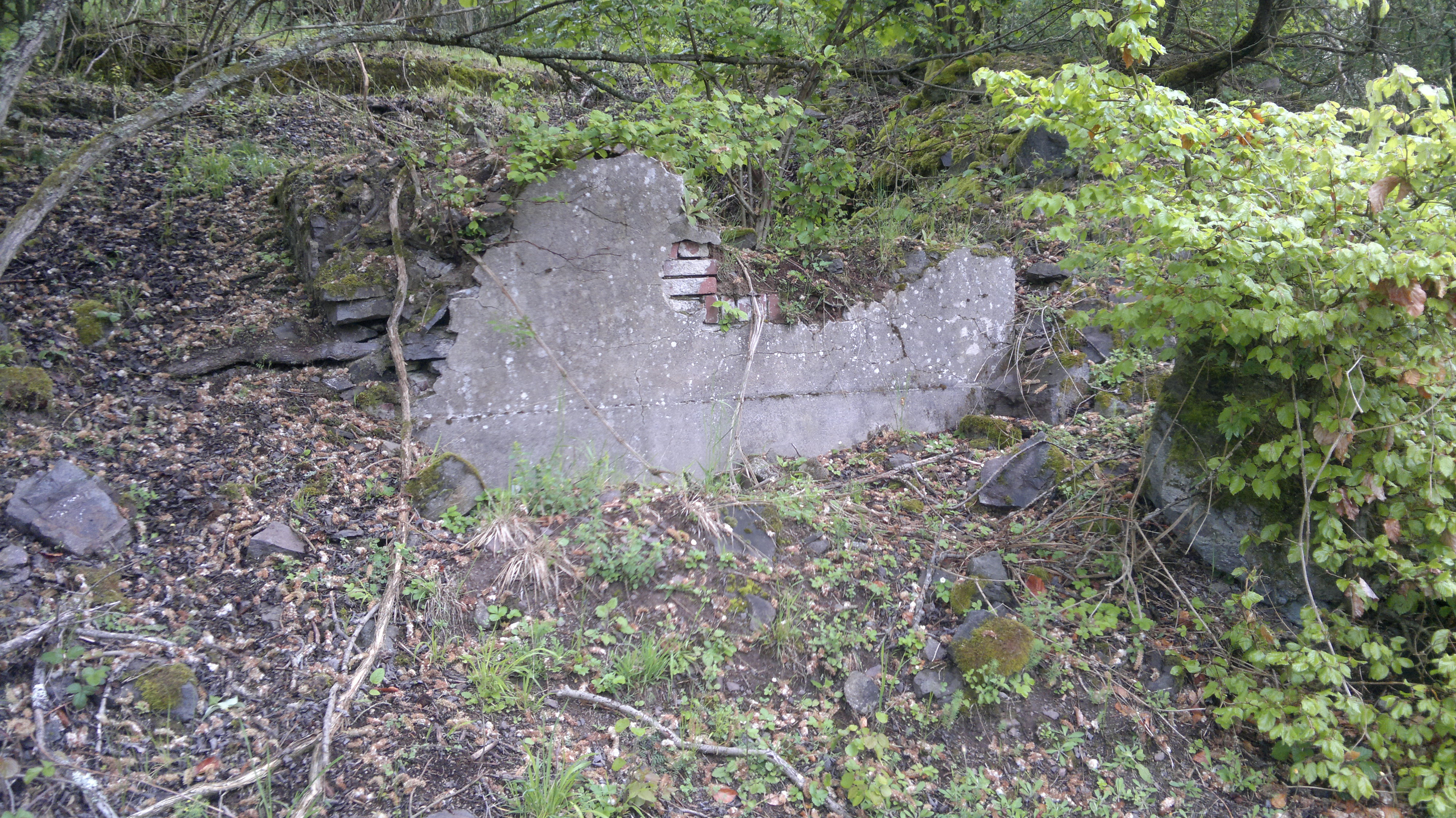
Mauerreste auf dem Gebiet des ehemaligen Ortes

Grünbach war ein Dorf östlich der Stadt Baumholder, das 1939 wegen der Anlage des Truppenübungsplatzes Baumholder geräumt und aufgegeben wurde. Die Wüstung lag bis Ende 1993 im Gutsbezirk Baumholder, seitdem im Stadtgebiet Baumholder und ist nicht öffentlich zugänglich.

## Geschichte
Das 1419 erstmals erwähnte Dorf lag in einer langgestreckten, von Nord nach Süd ausgerichteten Mulde im Quellgebiet des gleichnamigen Baches, der nach Osten zur Steinalp entwässert. Seit 1570, unter dem Namen Grunebach verzeichnet, bis Mitte des 18. Jahrhunderts war für den Ort eine eigene Kapelle belegt. 1933 wurden in Grünbach noch 363 Einwohner gezählt.

## Mineralien
Die Grünbacher Gemarkung ist eine mineralogisch interessante Achatfundstelle.

## Persönlichkeiten
- Johannes Lichtenberger (* um 1426 in Grünbach; † vor April 1503 wohl in Niederbrombach) war ein deutscher Astrologe.